# 国・行政のあり方に関する懇談会
国・行政のあり方に関する懇談会（くに・ぎょうせいのありかたにかんするこんだんかい）は、第2次安倍内閣の稲田朋美行政改革担当大臣の下で、国民に分かりやすい形で議論し、幅広い世代に訴えかけるため、次世代を担う30代・40代の若手や女性を中心とした懇談会。運営は内閣官房行政改革推進本部事務局が行っていた。

## 構成
2013年10月29日現在のメンバーは以下の通り。

### メンバー
- 石戸奈々子 NPO 法人CANVAS 理事長
- 牛窪恵 インフィニティ代表取締役
- 大木聖子 慶應義塾大学環境情報学部准教授
- 大屋雄裕 名古屋大学大学院法学研究科教授
- 小林りん インターナショナルスクール・オブ・アジア軽井沢設立準備財団代表理事
- 諏訪貴子 株式会社ダイヤ精機代表取締役
- 田中弥生 独立行政法人大学評価・学位授与機構研究教授 ※行政改革推進会議議員
- 槌屋詩野 株式会社Hub Tokyo 代表取締役
- 土居丈朗 慶應義塾大学経済学部教授 ※行政改革推進会議議員
- 林千晶 株式会社ロフトワーク代表取締役
- 古市憲寿 東京大学大学院総合文化研究科博士課程
- 堀場厚 株式会社堀場製作所代表取締役会長兼社長
- 米良はるか READYFOR?代表
- 森田朗 学習院大学法学部政治学科教授 ※行政改革推進会議議員
- 安田洋祐 政策研究大学院大学助教授
- 山崎亮 studio-L 代表
- 横田響子 株式会社コラボラボ代表取締役

## 年表
- 2013年10月29日 第1回懇談会
- 2013年11月25日 第2回懇談会
- 2013年12月10日 第3回懇談会
- 2014年 1月30日 第4回懇談会
- 2014年 2月27日 第5回懇談会
- 2014年 3月11日 第6回懇談会
- 2014年 3月25日 第7回懇談会
- 2014年 4月11日 第8回懇談会
- 2014年 5月16日 第9回懇談会
- 2014年 5月29日 第10回懇談会
- 2014年 6月12日 第11回懇談会（取りまとめ）